# Xã Austin, Quận Conway, Arkansas
Xã Austin (tiếng Anh: Austin Township) là một xã thuộc quận Conway, tiểu bang Arkansas, Hoa Kỳ. Năm 2010, dân số của xã này là 337 người.